# Leandro Greco
Leandro Greco (Roma, 19 luglio 1986) è un allenatore di calcio ed ex calciatore italiano, di ruolo centrocampista, tecnico della Pro Patria.

## Carriera

### Giocatore

#### Gli inizi a Roma, il prestito all'Astrea e il ritorno a Roma
Arriva alla Roma già all'età di 10 anni, dove inizia tutta la trafila delle giovanili. Il primo allontanamento dalla squadra capitolina avviene nel 2004, quando passa in prestito all'Astrea, in serie D.
Dopo l'esperienza positiva torna alla Roma nella stagione 2004/2005. L'anno per lui è agrodolce: a gennaio deve rinunciare alla convocazione nell'under 20 per una setticemia che rischia di compromettergli la carriera. Dopo una lunga convalescenza torna a giocare con la Roma Primavera fino a diventare capitano, vincendo il campionato. L'8 maggio 2005 arriva l'esordio in serie A nella partita Parma-Roma. Poco più tardi gioca titolare nelle semifinali di Coppa Italia mentre entra a partita in corso nella finale di andata.
Nella stagione 2005-2006 fa qualche apparizione come subentrante dalla panchina.

#### Hellas Verona, Pisa e Piacenza
Nell'estate 2006 viene ceduto in prestito all'Hellas Verona in serie B dove all'inizio fatica a trovare spazio ma alla prima occasione (9ºgiornata) si fa trovare pronto siglando una rete. Gioca 26 partite ma a fine stagione il Verona retrocede e lui rimane anche l'anno successivo nella squadra scaligera con la formula della comproprietà. La sua stagione è piena di infortuni infatti le sue presenze sono soltanto 14 nelle quali ha segnato 2 reti.
Nel luglio 2008 passa in prestito al Pisa in serie B ma deve tornare a Roma perché l'infortunio rimediato a Verona non era ancora passato. Inizia quindi la stagione nella capitale senza collezionare alcuna presenza. Fa il suo ritorno al Pisa nel mercato di gennaio.
A gennaio 2010 passa in serie B in prestito al Piacenza e trova una maglia da titolare: a fine campionato nella sola seconda metà di stagione ha disputato 22 partite, 18 delle quali da titolare.

#### Ritorno alla Roma e cessione all'Olympiakos
Nell'estate 2010 viene inserito da Ranieri nella lista dei giocatori da cedere anche se in extremis sfuma il suo passaggio al Torino.
Nell'inizio di stagione si divide tra panchina e tribuna. Il 3 novembre 2010 fa il suo esordio in Champions League segnando un gol in Basilea-Roma (2-3). Quattro giorni più tardi fa il suo esordio stagionale in Serie A, entrando in campo al 39' nel derby contro la Lazio. Claudio Ranieri lo fa giocare altre 13 volte tra campionato e coppe con la maglia giallorossa. Con l'arrivo di Vincenzo Montella viene relegato in panchina e viene impiegato in 4 occasioni.
Il 13 febbraio 2012 la Roma annuncia il rinnovo del contratto di Leandro Greco che ha prolungato l'accordo fino al 30 giugno 2015 a 1,25 milioni di euro lordi annui più bonus. Il 24 luglio 2012, passa all'Olympiacos a titolo definitivo, firmando un contratto triennale e scegliendo la maglia numero 27. Segna il suo primo gol coi greci in Champions League il 6 novembre 2012 nella vittoria 3-1 sul Montpellier.

#### Livorno e Genoa
Il 30 luglio 2013 passa a titolo definitivo al Livorno. Esordisce col Livorno il 25 agosto seguente, nella partita contro la sua ex squadra, la Roma, vinta in trasferta 0-2 dai giallo-rossi. Il 1º settembre 2013, alla seconda giornata di campionato, segna il suo primo gol in Serie A in Sassuolo-Livorno (1-4).
Il 20 giugno 2014 passa a titolo definitivo al Genoa firmando un contratto triennale. Gioca la sua prima partita ufficiale con la maglia rossoblù il 24 agosto nella gara in trasferta, valevole per il terzo turno preliminare della Coppa Italia, vinta 1-0 contro il Lanciano e il 20 ottobre, alla settima giornata, esordisce in campionato subentrando ad Antonelli nella sfida di Marassi pareggiata 1-1 contro l'Empoli.

#### Ritorno a Verona
Il 5 gennaio 2015 viene ufficializzato il passaggio in prestito con diritto di riscatto all'Hellas Verona. Fa il suo esordio, giocando da titolare per tutti i 90 minuti, il 6 gennaio 2015 nel match pareggiato 0-0 contro l'Empoli.
Il 1º luglio 2015 viene riscattato. L'11 febbraio 2016, durante la partita di campionato fuori casa contro la Lazio, segna il suo primo gol con i veneti in Serie A, dopo che in gialloblu aveva registrato 3 reti nelle leghe minori nei primi anni di carriera. Nella stagione 2016-2017, dopo aver giocato in coppa Italia ed essere subentrato alla prima di campionato in serie B, al termine del mercato estivo e con le liste giocatori bloccate, è messo fuori rosa.

#### Bari e il prestito al Foggia
Il 31 gennaio 2017, ultimo giorno della sessione invernale di mercato, viene ufficializzato il suo trasferimento a titolo definitivo al Bari. Termina la sua prima stagione in biancorosso piazzandosi al 12º posto in classifica. Al termine del mercato estivo finisce fuori dalla lista dei giocatori over utilizzabili in campionato.
L'8 gennaio 2018 passa in prestito fino al termine della stagione al Foggia.

#### Cremonese e ritorno al Foggia
Il 6 luglio 2018, dopo essere tornato al Bari, viene ceduto definitivamente alla Cremonese, con cui sottoscrive un contratto per due stagioni. Tuttavia, con la squadra lombarda raccoglie solo 10 presenze e in campionato ed 1 in coppa Italia, perciò il 18 gennaio 2019 ritorna al Foggia in maniera definitiva. Con i rossoneri scende in campo 16 volte e realizza 2 reti che però non riescono a contribuire al raggiungimento della salvezza in campionato.

#### Cosenza e Perugia
Conclusasi la stagione 2018-2019, dopo il fallimento del Foggia non viene riscattato e torna al Bari. Arrivato a scadenza di contratto, rimane svincolato e il 31 agosto 2019 firma per una stagione con il Cosenza, con cui colleziona 9 presenze in campionato prima di essere ceduto al Perugia nell'ultimo giorno del mercato invernale. Il 1º luglio 2020 chiude la propria esperienza in Umbria, rimanendo svincolato.

#### Südtirol e ritiro
Il 31 luglio 2020 firma un contratto biennale con il Südtirol, in Serie C. Qui gioca la sua ultima stagione agonistica: il 16 giugno 2021 dà l'addio al calcio giocato.

### Allenatore

#### Gli inizi al Südtirol
Il giorno stesso del suo ritiro annuncia l'inizio della carriera di allenatore, come vice di Ivan Javorcic sulla panchina del club altoatesino. Il 17 aprile 2021, a seguito della squalifica del tecnico croato, esordisce alla guida dei biancorossi nella penultima giornata di campionato contro il Padova, terminata 0-0. La stagione successiva, con l'approdo della squadra altoatesina in Serie B, il 13 giugno 2022 viene confermato nel suo ruolo affiancando il nuovo tecnico Lamberto Zauli, salvo prenderne il posto ad interim il successivo 9 agosto, dopo la risoluzione del contratto di quest'ultimo. Il 29 agosto, dopo aver raccolto 0 punti nelle prime 3 giornate, viene sostituito da Pierpaolo Bisoli e torna a ricoprire l'incarico di vice-allenatore.
Poco dopo consegue il patentino UEFA A a Coverciano che abilita ad allenare formazioni giovanili e squadre fino alla Serie C e consente di essere allenatore in seconda in Serie A e B.

#### Olbia
Al termine della stagione 2022-2023 lascia il club bolzanino per assumere l'incarico di allenatore dell'Olbia, in Serie C.
Il 22 gennaio 2024, con la squadra al penultimo posto con 17 punti dopo 22 turni, viene esonerato.

#### Frosinone
Nell'estate 2024 viene ufficializzato come nuovo allenatore della formazione Primavera del Frosinone. Il 22 ottobre dello stesso anno il club gialloblù decide di promuoverlo al posto dell'esonerato Vincenzo Vivarini a guida della prima squadra in Serie B. Il 17 febbraio 2025, dopo aver raccolto 17 punti in 17 partite e con la squadra al penultimo posto in classifica con 23 punti, viene esonerato.

#### Pro Patria
Il 24 luglio 2025 viene ingaggiato dalla Pro Patria, in Serie C, con un contratto annuale più opzione di rinnovo per un'ulteriore stagione.

## Statistiche

### Presenze e reti nei club
| Stagione             | Squadra              | Campionato           | Campionato | Campionato | Coppe nazionali | Coppe nazionali | Coppe nazionali | Coppe continentali | Coppe continentali | Coppe continentali | Altre coppe | Altre coppe | Altre coppe | Totale | Totale |
| Stagione             | Squadra              | Comp                 | Pres       | Reti       | Comp            | Pres            | Reti            | Comp               | Pres               | Reti               | Comp        | Pres        | Reti        | Pres   | Reti   |
| -------------------- | -------------------- | -------------------- | ---------- | ---------- | --------------- | --------------- | --------------- | ------------------ | ------------------ | ------------------ | ----------- | ----------- | ----------- | ------ | ------ |
| 2003-2004            | Astrea               | D                    | 17         | 1          | -               | -               | -               | -                  | -                  | -                  | -           | -           | -           | 17     | 1      |
| 2004-2005            | Roma                 | A                    | 1          | 0          | CI              | 3               | 0               | CU                 | 0                  | 0                  |             | -           | -           | 4      | 0      |
| 2005-2006            | Roma                 | A                    | 1          | 0          | CI              | 2               | 0               | CU                 | 0                  | 0                  |             | -           | -           | 3      | 0      |
| 2006-2007            | Verona               | B                    | 26+1       | 1          | CI              | 1               | 0               | -                  | -                  | -                  | -           | -           | -           | 28     | 1      |
| 2007-2008            | Verona               | C1                   | 14         | 2          | CIC             | 2               | 0               | -                  | -                  | -                  | -           | -           | -           | 16     | 2      |
| 2008-feb.2009        | Roma                 | A                    | 0          | 0          | CI              | 0               | 0               | UCL                | 0                  | 0                  | SI          | 0           | 0           | 0      | 0      |
| feb.-giu. 2009       | Pisa                 | B                    | 7          | 0          | CI              |                 |                 |                    |                    |                    |             |             |             | 7      | 0      |
| 2009-gen.2010        | Roma                 | A                    | 0          | 0          | CI              | 0               | 0               | UEL                | 0                  | 0                  |             | -           | -           | 0      | 0      |
| gen.-giu. 2010       | Piacenza             | B                    | 22         | 0          | CI              | -               | -               | -                  | -                  | -                  | -           | -           | -           | 22     | 0      |
| 2010-2011            | Roma                 | A                    | 14         | 0          | CI              | 2               | 0               | UCL                | 3                  | 1                  | SI          | 0           | 0           | 19     | 1      |
| 2011-2012            | Roma                 | A                    | 19         | 0          | CI              | 2               | 0               | UEL                | 0                  | 0                  | -           | -           | -           | 21     | 0      |
| Totale Roma          | Totale Roma          | Totale Roma          | 35         | 0          |                 | 9               | 0               |                    | 3                  | 1                  |             | 0           | 0           | 47     | 1      |
| 2012-2013            | Olympiacos           | SL                   | 24         | 0          | CG              | 4               | 0               | UCL+UEL            | 6+2                | 1+0                | -           | -           | -           | 36     | 1      |
| 2013-2014            | Livorno              | A                    | 32         | 4          | CI              | 0               | 0               | -                  | -                  | -                  | -           | -           | -           | 32     | 4      |
| 2014-gen.2015        | Genoa                | A                    | 7          | 0          | CI              | 2               | 0               | -                  | -                  | -                  | -           | -           | -           | 9      | 0      |
| gen.-giu. 2015       | Verona               | A                    | 18         | 0          | CI              | 1               | 0               | -                  | -                  | -                  | -           | -           | -           | 19     | 0      |
| 2015-2016            | Verona               | A                    | 26         | 1          | CI              | 2               | 0               | -                  | -                  | -                  | -           | -           | -           | 28     | 1      |
| 2016-gen. 2017       | Verona               | B                    | 1          | 0          | CI              | 2               | 0               | -                  | -                  | -                  | -           | -           | -           | 3      | 0      |
| Totale Hellas Verona | Totale Hellas Verona | Totale Hellas Verona | 86         | 4          |                 | 8               | 0               |                    | -                  | -                  |             | -           | -           | 94     | 4      |
| gen.-giu. 2017       | Bari                 | B                    | 8          | 0          | CI              | -               | -               | -                  | -                  | -                  | -           | -           | -           | 8      | 0      |
| 2017-gen. 2018       | Bari                 | B                    | 0          | 0          | CI              | 1               | 0               | -                  | -                  | -                  | -           | -           | -           | 1      | 0      |
| Totale Bari          | Totale Bari          | Totale Bari          | 8          | 0          |                 | 1               | 0               |                    | -                  | -                  |             | -           | -           | 9      | 0      |
| gen.-giu. 2018       | Foggia               | B                    | 17         | 0          | CI              | -               | -               | -                  | -                  | -                  | -           | -           | -           | 17     | 0      |
| 2018-gen. 2019       | Cremonese            | B                    | 10         | 0          | CI              | 1               | 0               | -                  | -                  | -                  | -           | -           | -           | 11     | 0      |
| gen.-giu. 2019       | Foggia               | B                    | 16         | 2          | CI              | -               | -               | -                  | -                  | -                  | -           | -           | -           | 16     | 2      |
| Totale Foggia        | Totale Foggia        | Totale Foggia        | 33         | 2          |                 | -               | -               |                    | -                  | -                  |             | -           | -           | 33     | 2      |
| 2019-gen. 2020       | Cosenza              | B                    | 9          | -          | CI              | 0               | 0               | -                  | -                  | -                  | -           | -           | -           | 9      | 0      |
| gen.-giu. 2020       | Perugia              | B                    | 4          | 0          | CI              | 0               | 0               | -                  | -                  | -                  | -           | -           | -           | 4      | 0      |
| 2020-2021            | Südtirol             | C                    | 29+4       | 0          | CI              | 1               | 0               | -                  | -                  | -                  | -           | -           | -           | 34     | 0      |
| Totale carriera      | Totale carriera      | Totale carriera      | 322+5      | 11         |                 | 26              | 0               |                    | 11                 | 2                  |             | 0           | 0           | 367    | 13     |

### Statistiche da allenatore
Statistiche aggiornate al 17 febbraio 2025.
| Stagione            | Squadra         | Campionato      | Campionato | Campionato | Campionato | Campionato | Coppe nazionali | Coppe nazionali | Coppe nazionali | Coppe nazionali | Coppe nazionali | Coppe continentali | Coppe continentali | Coppe continentali | Coppe continentali | Coppe continentali | Altre coppe | Altre coppe | Altre coppe | Altre coppe | Altre coppe | Totale | Totale | Totale | Totale | % Vittorie | Piazzamento |
| Stagione            | Squadra         | Comp            | G          | V          | N          | P          | Comp            | G               | V               | N               | P               | Comp               | G                  | V                  | N                  | P                  | Comp        | G           | V           | N           | P           | G      | V      | N      | P      | %          | Piazzamento |
| ------------------- | --------------- | --------------- | ---------- | ---------- | ---------- | ---------- | --------------- | --------------- | --------------- | --------------- | --------------- | ------------------ | ------------------ | ------------------ | ------------------ | ------------------ | ----------- | ----------- | ----------- | ----------- | ----------- | ------ | ------ | ------ | ------ | ---------- | ----------- |
| ago. 2022           | Südtirol        | B               | 3          | 0          | 0          | 3          | CI              | -               | -               | -               | -               | -                  | -                  | -                  | -                  | -                  | -           | -           | -           | -           | -           | 3      | 0      | 0      | 3      | &0,00      | Ad interim  |
| 2023-gen. 2024      | Olbia           | C               | 22         | 4          | 5          | 13         | CI-C            | 1               | 0               | 0               | 1               | -                  | -                  | -                  | -                  | -                  | -           | -           | -           | -           | -           | 23     | 4      | 5      | 14     | 17,39      | Eson.       |
| ott. 2024-feb. 2025 | Frosinone       | B               | 17         | 3          | 8          | 6          | CI              | -               | -               | -               | -               | -                  | -                  | -                  | -                  | -                  | -           | -           | -           | -           | -           | 17     | 3      | 8      | 6      | 17,65      | Sub., Eson. |
| 2025-2026           | Pro Patria      | C               | -          | -          | -          | -          | CI-C            | 1               | 0               | 1               | 0               | -                  | -                  | -                  | -                  | -                  | -           | -           | -           | -           | -           | 1      | 0      | 1      | 0      | &0,00      | in carica   |
| Totale carriera     | Totale carriera | Totale carriera | 42         | 7          | 13         | 22         |                 | 2               | 0               | 1               | 1               |                    | -                  | -                  | -                  | -                  |             | -           | -           | -           | -           | 44     | 7      | 14     | 23     | 15,91      |             |

## Palmarès

### Club

#### Competizioni giovanili
- Campionato Primavera: 1

Roma: 2004-2005

#### Competizioni nazionali
- Campionato greco: 1

Olympiakos: 2012-2013
- Coppa di Grecia: 1

Olympiakos: 2012-2013